# 若草町 (名古屋市)
若草町（わかくさちょう）は、愛知県名古屋市南区の地名。丁番を持たない単独町名である。住居表示未実施地域。

## 地理
名古屋市南区東部に位置する。東は春日野町・貝塚町、西は扇田町、南は白雲町、北は霞町に接する。

## 歴史

### 地名の由来
旧桜村であったことにちなみ、春に関する命名を行ったとされる。

### 沿革
- 1928年（昭和3年）12月15日 - 南区呼続町の一部により、同区若草町として成立[1]。

## 世帯数と人口
2019年（平成31年）4月1日現在の世帯数と人口は以下の通りである。
| 町丁   | 世帯数  | 人口  |
| ------ | ------- | ----- |
| 若草町 | 265世帯 | 646人 |

### 人口の変遷
国勢調査による人口の推移
| 1950年（昭和25年） | 264人 | [ 4 ]     |  |
| 1955年（昭和30年） | 394人 | [ 4 ]     |  |
| 1960年（昭和35年） | 679人 | [ 5 ]     |  |
| 1965年（昭和40年） | 789人 | [ 5 ]     |  |
| 1970年（昭和45年） | 735人 | [ 6 ]     |  |
| 1975年（昭和50年） | 669人 | [ 6 ]     |  |
| 1980年（昭和55年） | 633人 | [ 7 ]     |  |
| 1985年（昭和60年） | 594人 | [ 7 ]     |  |
| 1990年（平成2年）  | 542人 | [ 8 ]     |  |
| 1995年（平成7年）  | 527人 | [ 9 ]     |  |
| 2000年（平成12年） | 483人 | [ WEB 6 ] |  |
| 2005年（平成17年） | 590人 | [ WEB 7 ] |  |
| 2010年（平成22年） | 652人 | [ WEB 8 ] |  |
| 2015年（平成27年） | 608人 | [ WEB 9 ] |  |

## 学区
市立小・中学校に通う場合、学校等は以下の通りとなる。また、公立高等学校に通う場合の学区は以下の通りとなる。
| 番・番地等 | 小学校                 | 中学校               | 高等学校 |
| ---------- | ---------------------- | -------------------- | -------- |
| 全域       | 名古屋市立春日野小学校 | 名古屋市立桜田中学校 | 尾張学区 |

## 施設
- 東レ社宅若草

## その他

### 日本郵便
- 郵便番号 : 457-0036[WEB 3]（集配局：名古屋南郵便局[WEB 12]）。

### WEB
1. ↑  “愛知県名古屋市南区の町丁・字一覧”.   人口統計ラボ. 2019年4月4日閲覧。
2. 1 2  “町・丁目(大字)別、年齢(10歳階級)別公簿人口(全市・区別)”.   名古屋市 (2019年4月22日). 2019年4月23日閲覧。
3. 1 2  “郵便番号”.  日本郵便. 2019年3月17日閲覧。
4. ↑  “市外局番の一覧”.   総務省. 2019年1月6日閲覧。
5. ↑  名古屋市役所市民経済局地域振興部住民課町名表示係 (2014年1月24日). “南区の町名一覧”.   名古屋市. 2015年7月25日閲覧。
6. ↑  名古屋市役所総務局企画部統計課統計係 (2005年7月1日). “（刊行物）名古屋の町(大字)・丁目別人口 (平成12年国勢調査) 南区” (XLS). 2015年5月24日閲覧。
7. ↑  名古屋市役所総務局企画部統計課統計係 (2007年6月27日). “（刊行物）名古屋の町(大字)・丁目別人口 (平成17年国勢調査) (12)南区(第1表から第3表）” (XLS). 2015年5月24日閲覧。
8. ↑  名古屋市役所総務局企画部統計課統計係 (2012年4月22日). “（刊行物）名古屋の町(大字)・丁目別人口 (平成22年国勢調査) (12)南区(第1表から第3表）” (XLS). 2015年5月24日閲覧。
9. ↑  総務省統計局 (2017年1月27日). “平成27年国勢調査の調査結果(e-Stat) - 男女別人口及び世帯数 －町丁・字等”. 2019年3月23日閲覧。
10. ↑  “市立小・中学校の通学区域一覧”.   名古屋市 (2018年11月10日). 2019年1月14日閲覧。
11. ↑  “平成29年度以降の愛知県公立高等学校（全日制課程）入学者選抜における通学区域並びに群及びグループ分け案について”.   愛知県教育委員会 (2015年2月16日). 2019年1月14日閲覧。
12. ↑  “郵便番号簿 2018年度版” (PDF).   日本郵便. 2019年4月23日閲覧。

### 文献
1. 1 2  名古屋市計画局 1992, p. 852.
2. 1 2  「角川日本地名大辞典」編纂委員会 1989, p. 1547.
3. ↑  名古屋市計画局 1992, p. 594.
4. 1 2  名古屋市総務局企画室統計課 1957, p. 91.
5. 1 2  名古屋市総務局企画部統計課 1967, p. 84.
6. 1 2  名古屋市総務局統計課 1977, p. 59.
7. 1 2  名古屋市総務局統計課 1986, p. 109.
8. ↑  名古屋市総務局企画部統計課 1991, p. 76.
9. ↑  名古屋市総務局企画部統計課 1996, p. 166.